# سكدان (ساة)

'

تعديل مصدري - تعديل

سكدان هي إحدى قرى عزلة ساه بمديرية ساة التابعة لمحافظة حضرموت، بلغ تعداد سكانها 936 نسمة حسب تعداد اليمن لعام 2004.